# Seveux-Motey
Seveux-Motey – gmina we Francji, w regionie Burgundia-Franche-Comté, w departamencie Górna Saona. W 2016 roku liczba ludności wynosiła 488 mieszkańców. 
Gmina została utworzona 1 stycznia 2019 roku z połączenia dwóch ówczesnych gmin: Motey-sur-Saône oraz Seveux. Siedzibą gminy została miejscowość Seveux. 